# クビワオオコウモリ
クビワオオコウモリ（首輪大蝙蝠、Pteropus dasymallus）は、哺乳綱コウモリ目（翼手目）オオコウモリ科オオコウモリ属に分類されるコウモリ。日本では南西諸島に分布する。ヒナコウモリ科のクビワコウモリ（日本固有種）としばしば混同される。

## 分布
P. d. dasymallus エラブオオコウモリ
日本（悪石島、口永良部島、宝島、中之島、平島）固有亜種
記載者による屋久島での分布記録があるものの発見例がなかったため疑問視されていたが、1992年に基亜種の死骸発見例があり口永良部島からの飛来、あるいは分布しているが生息数が極めて少なく発見例がなかったと考えられている。
P. d. daitoensis ダイトウオオコウモリ
日本（北大東島、南大東島）固有亜種
P. d. formosus タイワンオオコウモリ
台湾（緑島）固有亜種
P. d. inopinatus オリイオオコウモリ
日本（沖縄島および周辺の島嶼）固有亜種
1994-2006年に行われた痕跡や住民への聞き取りも含めた調査では阿嘉島、伊江島、伊計島、伊是名島、奥武島（名護市および南城市）、沖永良部島、久高島、古宇利島、瀬底島、瀬長島、津堅島、浜比嘉島、平安座島、宮城島、水納島、屋我地島、藪地島、与論島の19島で発見・報告例があるが、数頭から数十頭と生息数が少ないことなどから、沖縄島から一時的に飛来した個体も含まれると考えられている
P. d. yayeyamae ヤエヤマオオコウモリ
日本（宮古列島、八重山列島、波照間島）固有亜種
フィリピン北部の島嶼で確認例があるが詳細は不明。

## 形態

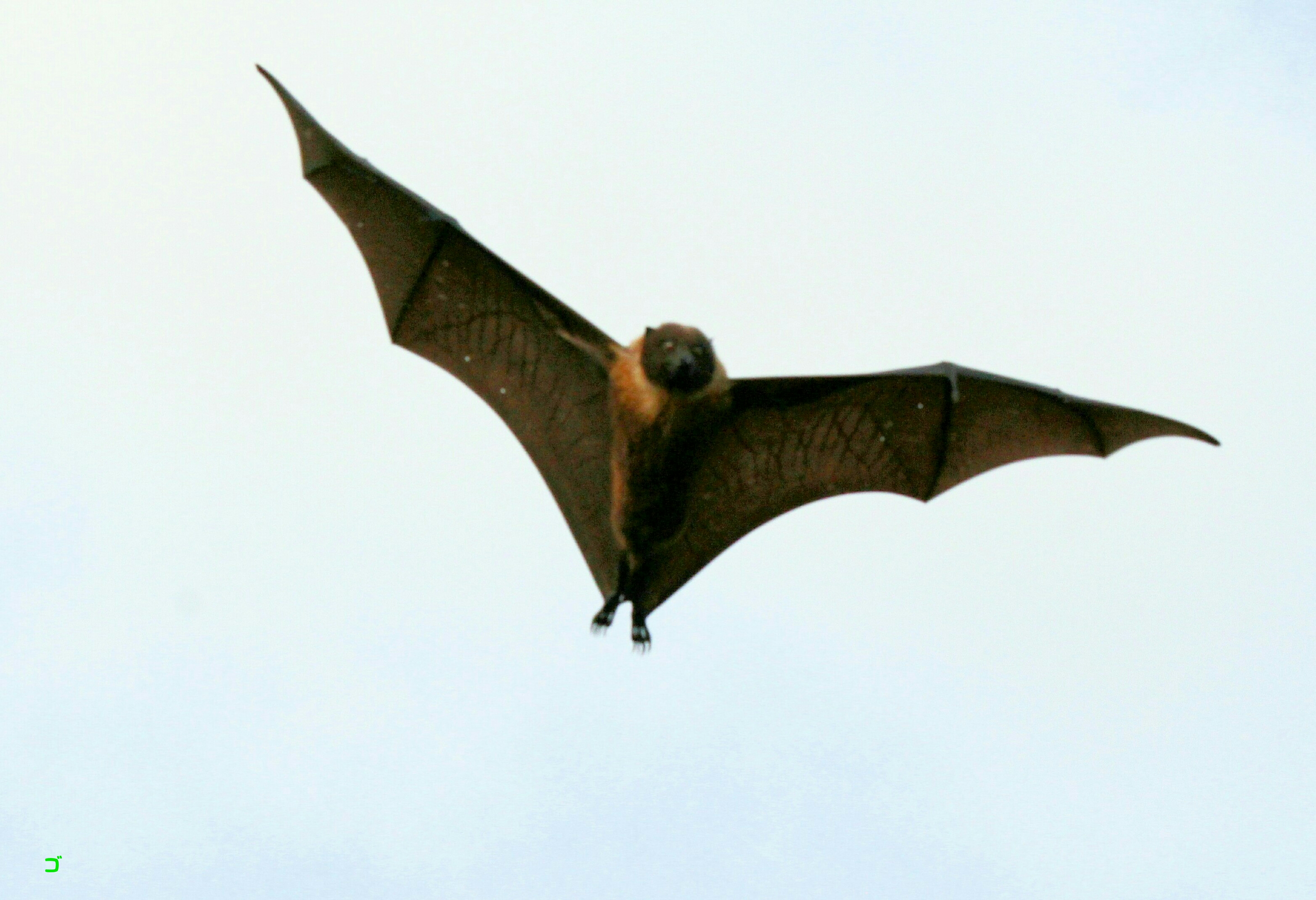
オリイオオコウモリの飛翔

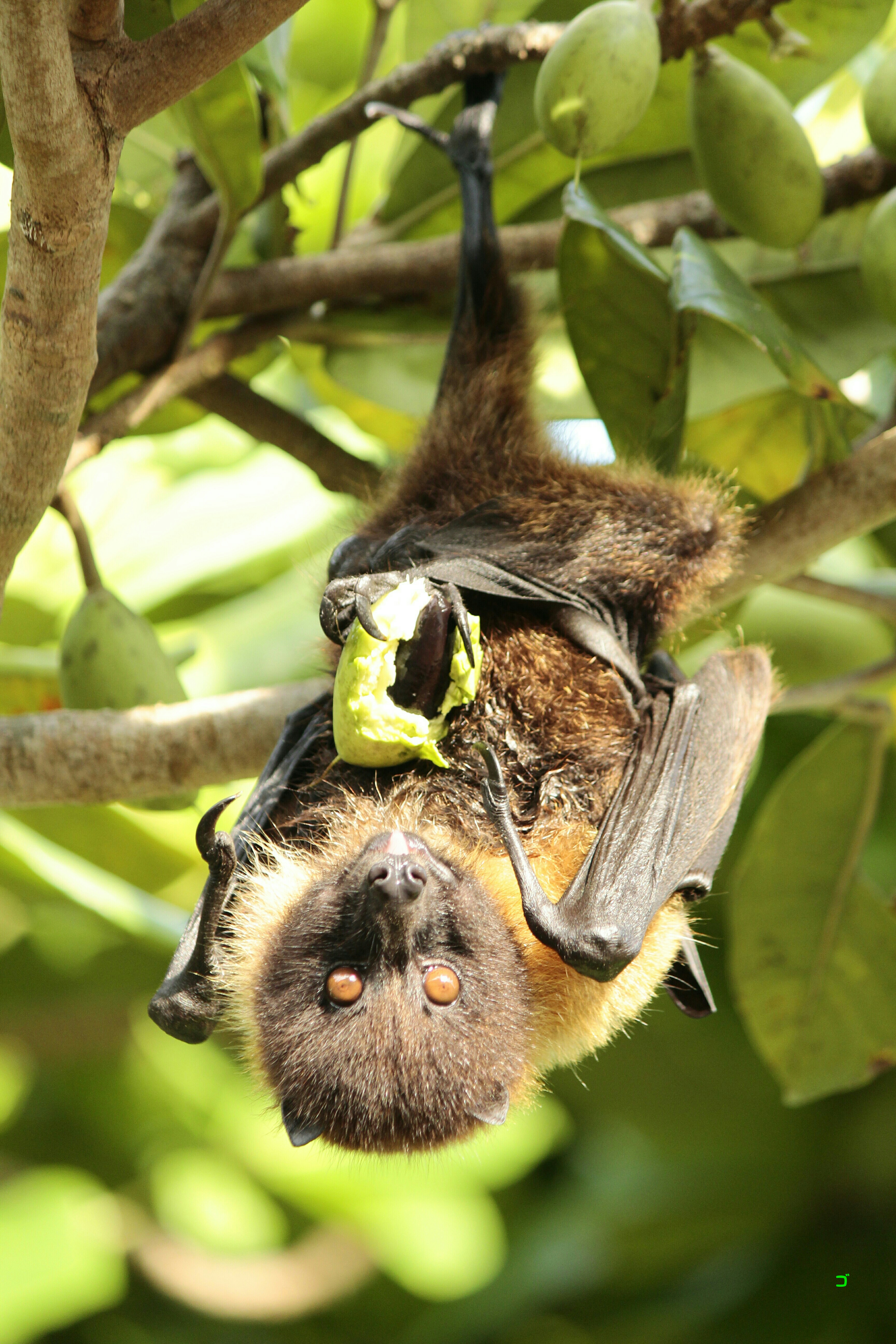
オリイオオコウモリ

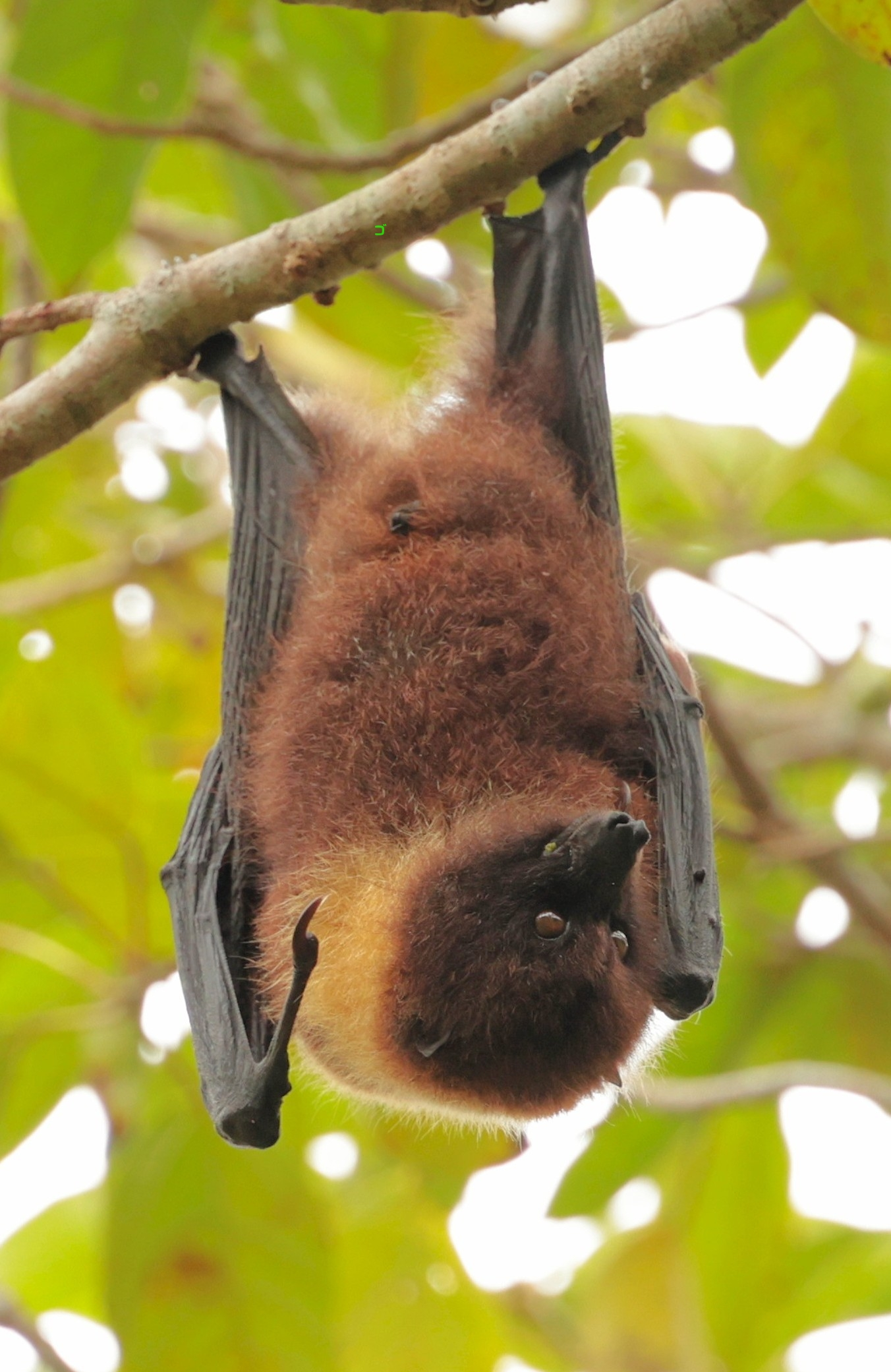
ヤエヤマオオコウモリ 石垣島

体長19-25センチメートル。体重0.3-0.5キログラム。背面を被う体毛は2センチメートル以上に達する。脛背面も体毛で被われる。背面の毛衣は暗褐色。頸部に首輪状の淡色斑が入る。
上顎の切歯は小型で、上顎前方の小臼歯がないかあっても痕跡的。
P. d. dasymallus エラブオオコウモリ
前腕長12-14.5センチメートル。
P. d. daitoensis ダイトウオオコウモリ
前腕長12-14.5センチメートル。頸部だけでなく額や頭頂部、胸部や腹部に白や淡黄色の斑紋が入る個体が多い。また頸部で首輪状の淡色斑が途切れない。
P. d. inopinatus オリイオオコウモリ
前腕長13-14.7センチメートル。
P. d. yayeyamae ヤエヤマオオコウモリ
前腕長12.6-13.8センチメートル。

## 分類
- Pteropus dasymallus dasymallus Temminck, 1825 エラブオオコウモリ
- Pteropus dasymallus daitoensis Kuroda, 1921 ダイトウオオコウモリ
- Pteropus dasymallus formosus タイワンオオコウモリ
- Pteropus dasymallus inopinatus Kuroda, 1933 オリイオオコウモリ
- Pteropus dasymallus yayeyamae Kuroda, 1933 ヤエヤマオオコウモリ

## 生態
常緑広葉樹林に生息する。夜行性で、昼間は単独もしくは数頭から数十頭の群れで木の枝にぶら下がり休む。季節的な移動を行う。
食性は植物食で、主に果実（クワ科など）を食べるが、植物の葉（イチジク属、イチョウ、シマグワ、マルバグミ、モモタマナなど）、花（ビロウなど）なども食べる。
繁殖形態は胎生。10-12月に交尾を行う。4-6月に1回に1頭の幼獣を産む。生後4-5か月で独立する。

## 人間との関係
開発による生息地の破壊および食物の減少により生息数が減少し、人為的に移入されたノネコによる捕食、ダイオウヤシやワシントンヤシの葉に絡まり脱出できずに死亡する例もあり生息数の減少が懸念されている。台風による直接の被害および食料の減少などによる生息数も懸念されている。南大東島での1993年における亜種ダイトウオオコウモリの生息数は300頭と推定されている。亜種オリイオオコウモリの琉球大学キャンパス内での2001-2002年における推定生息密度に対して2008-2009年の推定生息密度は3倍、やんばる地域での2004-2005年における推定生息密度に対して2008-2009年の推定生息密度は2.7倍に増加しているとされ、これは2005年以降の沖縄島への台風の上陸数が減少したことが原因だと考えられている。
P. d. daitoensis ダイトウオオコウモリ
絶滅危惧IA類 (CR)（環境省レッドリスト）
沖縄県版レッドデータ 絶滅危惧IA類
P. d. dasymallus エラブオオコウモリ
絶滅危惧IA類 (CR)（環境省レッドリスト）
鹿児島版レッドデータ 絶滅危惧I類
P. d. inopinatus オリイオオコウモリ、P. d. yayeyamae ヤエヤマオオコウモリ
沖縄県版レッドデータ 準絶滅危惧

## 画像

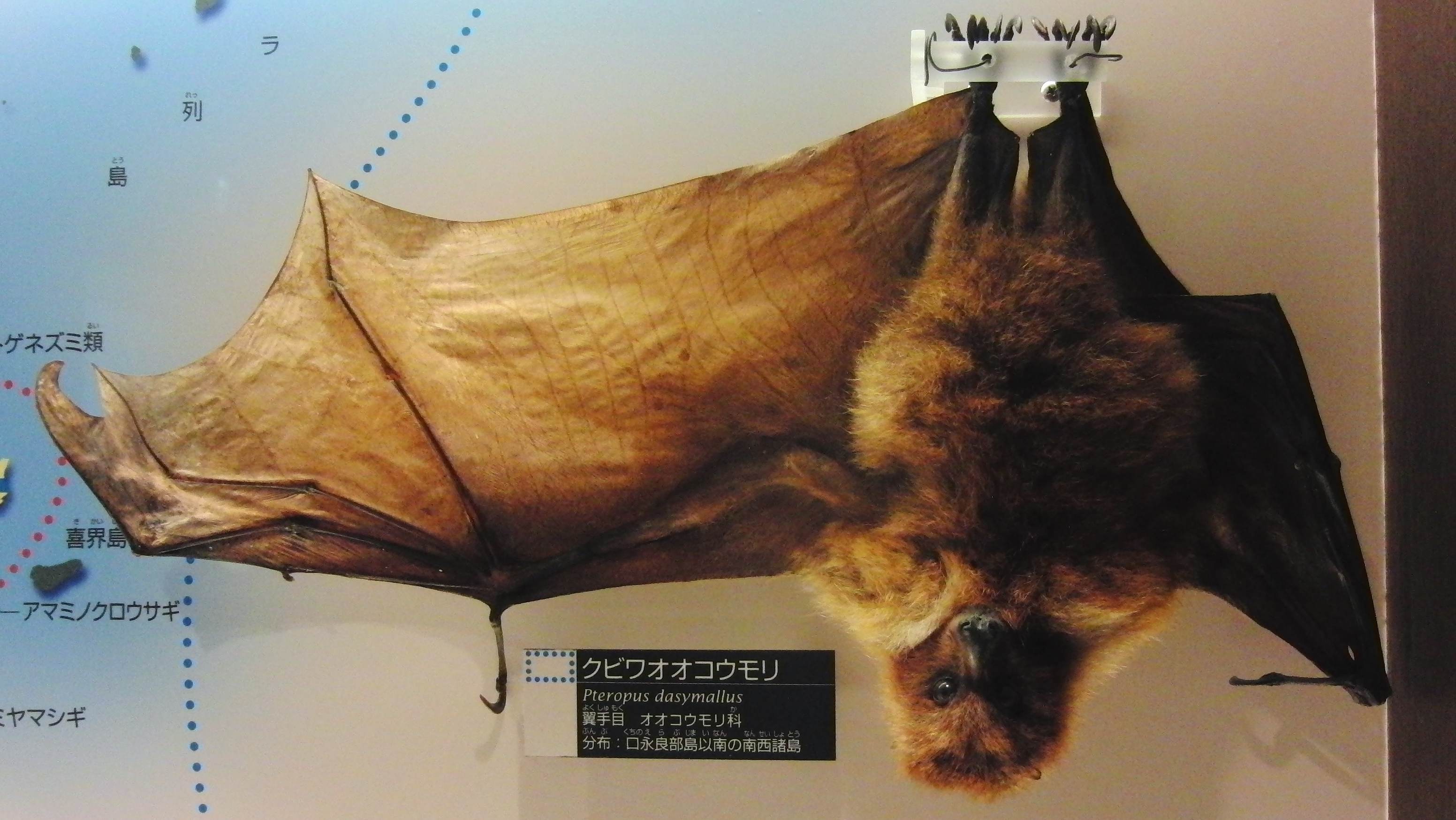
クビワオオコウモリの剥製。国立科学博物館の展示。
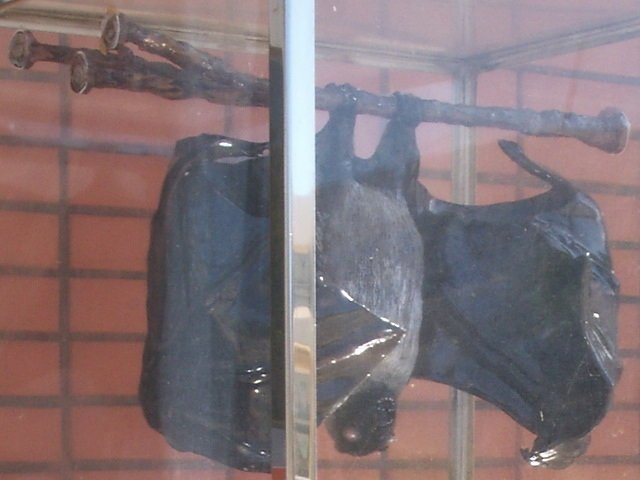
南大東郵便局（沖縄県南大東村）ポストに展示されている亜種ダイトウオオコウモリの複製